# Operació Fath ol-Mobin
L'operació Fath-ol-Mobin (persa: عملیات فتح‌المبین, una frase alcorànica que significa ‘victòria innegable’, ‘victòria indiscutible’ o ‘victòria manifesta’) va ser una important operació militar iraniana realitzada durant la guerra Iran-Iraq, el març del 1982. L'operació va ser dirigida pel tinent general Ali Saiad Xirazi i es va dur a terme en quatre fases. Alguns autors consideren que aquesta operació va ser el punt d'inflexió de la guerra i que va dur al desallotjament de les tropes iraquianes del Khuzestan. Altres (com Efraim Karsh) creuen que va ser realment l'operació considerada en conjunt amb d'altres el que va provocar l'expulsió de les tropes iraquianes del sud de l'Iran. De fet, l'operació Beit ol-Moqaddas, que va durar d'abril a maig de 1982, va tenir un efecte més rellevant, perquè els iranians van ser capaços d'alliberar la ciutat de Khorramxahr.

## Preludi
El 22 de setembre de 1980, Saddam Hussein, que intentava copiar l'èxit de l'atac aeri preventiu israelià contra les forces aèries àrabs en la Guerra dels Sis Dies, va llançar nombrosos atacs contra bases aèries iranianes, amb l'esperança de destruir la força aèria iraniana encara a terra. Tot i que van fracassar, Saddam no havia de perseguier el seu objectiu d'establir un control iraquià complet al Xatt al-Arab. Així, va iniciar una invasió terrestre de l'Iran, centrada en la zona del Khuzestan.
Les tropes iraquianes van assolir un cert èxit inicial, capturant la gran ciutat iraniana de Khorramxahr. Tot i que els iraquians no van poder capturar la ciutat d'Abadan, el camí a Teheran quedava obert, amb les defenses iranianes esfondrades. L'avanç iraquià es va aturar als rius Karun i Karkheh i l'Iran va poder contraatacar. Tot i que els primers contraatac van ser un fracàs (vegeu «operació Nasr»), el comandament iranià va planificar contraatacs encara més ambiciosos.

## Batalla
El 22 de març de 1982, precisament 18 mesos des del dia de la invasió iraquiana, els iranians van llançar l'operació Fath ol-Mobin. La intenció era fer un moviment en pinça per encerclar les forces iraquianes que s'havien aturat fora de la ciutat iraniana de Xush. Sota el comandament del jove cap de l'estat major iranià, el tinent general Ali Sayad Xirazi, els iranians van llançar una ofensiva blindada la nit del dia 22, seguida d'atacs constants amb onades humanes per part de brigades de pasdarans, cadascuna composta per uns 1.000 combatents.
Inicialment, els iranians van patir baixes molt més altes que els iraquians, perquè l'atac iranià va implicar, de vegades, assalts frontals massius dels pasdarans sense cap mena de suport. Les forces iranianes havien de lluitar amb un exèrcit iraquià que estava atrinxerat i gaudia d'una bona quantitat de tancs, artilleria i suport aeri. Tot i així, els iranians van mantenir l'empenta contra les forces iraquianes i, després de fortes pèrdues, Saddam va ordenar la retirada el dia 28. Tres divisions iraquianes van quedar encerclades en l'operació i van acabar destruïdes en una setmana.

## Conseqüències
Juntament amb l'operació Tariq al-Qods i l'operació Beit ol-Moqaddas, els iranians van poder desallotjar les forces iraquianes del sud de l'Iran. Els iranians havien aconseguit el seu objectiu permanent de revertir els beneficis aconseguits per les forces armades iraquianes en les fases inicials de la guerra. Després, els partidaris de la línia dura, encapçalats pel president del parlament iranià Akbar Haixemi Rafsanjani, van donar suport a una expansió de les operacions de guerra iranianes a l'Iraq. L'operació global per capturar de nou el Khuzestan és considerada un punt d'inflexió en la guerra Iran-Iraq; posteriorment, els iranians van poder assegurar la península de Fao en l'operació Valfajr 8.
Els iraquians van acabar estabilitzant les seves forces armades després de la retirada de l'Iran. El resultat va ser que els iranians no van poder continuar avançant amb atacs determinats però inútils, contra un exèrcit iraquià recuperat. En aquells moments, l'Iraq tenia un suport una mica més clar tant dels Estats Units com de la Unió Soviètica que veien el règim de Sadam com una opció més acceptable que el règim de Khomeini.